# Franz N. D. Kurie
Franz Newell Devereux Kurie (né le 6 février 1907 à Victor (Colorado) – mort le 12 juin 1972) est un physicien américain. Il est notamment réputé pour avoir montré en 1933 que le neutron n'était pas une combinaison neutre formée d'un proton et d'un électron, mais une nouvelle particule en soi. Il est également à l'origine du diagramme de Kurie.